# Neoclytus personatus
Neoclytus personatus là một loài bọ cánh cứng trong họ Cerambycidae.